# てぃだかんかん〜海とサンゴと小さな奇跡〜
『てぃだかんかん〜海とサンゴと小さな奇跡〜』（てぃだかんかん うみとサンゴとちいさなきせき）は、2010年の日本映画である。主演はナインティナインの岡村隆史。

## 概要
世界で初めて人工による養殖サンゴの移植と産卵に成功した金城浩二の自伝『てぃだかんかん -海とサンゴと小さな奇跡-』に基づき、金城を岡村が演じる。題名中の「てぃだ」は琉球語で太陽を意味する。正確に言えば、世界で初めて産卵を成功させたというのは間違いで、串本海中公園他がそれより前に成功させている。
2010年4月24-25日の2日間の映画観客動員ランキング（興行通信社調べ）では初登場第8位となった。2011年5月3日にはWOWOWにてテレビ初放映。
主演の岡村は、自身の舞台公演準備で気を張る中、本作封切り前後のプロモーションで仕事も急増したことにより体調が悪化、約5ヶ月の休養を余儀なくされた。また、復帰した翌年の第34回日本アカデミー賞では、話題賞（俳優部門）を受賞した。

## 出演
- 金城健司 - 岡村隆史
- 金城由莉 - 松雪泰子
- 佐加井保（健司の友人） - 吉沢悠
- 屋宜啓介（健司の友人） - 伊藤明賢
- 大城真人（健司の友人） - 赤堀雅秋
- 比企達平（漁業組合長） - 國村隼
- 緑川靖治（琉球国際大学准教授 ）- 渡部篤郎（特別出演）
- 美ら島沖縄大使 - 長澤まさみ（友情出演）
- 金城花江（健司の母親） - 原田美枝子
- 金城加那（健司の妹） - 児玉絹世
- 健司の子 - 金城琉斗（子役）
- 健司の子 - 比嘉奈菜子（子役）

## スタッフ
- 監督：李闘士男
- 脚本：鈴木聡、林民夫
- 音楽：coba
- 主題歌：山下達郎「希望という名の光」（ワーナーミュージック・ジャパン）
- 撮影：中山光一
- 照明：常谷良男
- 美術：矢内京子
- 録音：横溝正俊
- 編集：宮島竜治
- 記録：生田透子
- 音響効果：岡瀬晶彦、大河原将
- アクション指導：井上孝義
- VFX：オムニバス・ジャパン
- ロケ協力：沖縄フィルムオフィス、沖縄市観光協会、今帰仁撮影支援隊　ほか
- 企画：川井潤、岡本昭彦
- 総合プロデューサー：春名慶
- アソシエイトプロデューサー：片岡秀介
- プロデューサー：中村陽介、藤原恵美子
- 製作：百武弘二、水上晴司、亀井修、吉田敬、重村博文、大月俊倫、豊島亮一、李闘士男、山中徳男、竹ノ上蔵造、山崎隆也
- 制作プロダクション：リーライダーす
- 配給：ショウゲート
- 製作：「てぃだかんかん」製作委員会（博報堂DYメディアパートナーズ、よしもとクリエイティブ・エージェンシー、小学館、ワーナーミュージック・ジャパン、キングレコード、ガンジス、琉球放送、リーライダーす、アートプリント、第一製版、ショウゲート）